# Escola de la DCI
L’Escola de la DCI (School of INN en anglès) és una iniciativa del International Nonproprietary Name Programme de l’OMS iniciada l’any 2019, amb l’objectiu de proporcionar informació sobre com es designa i construeix una DCI adreçada a estudiants de farmàcia, medicina i altres professionals de la salut.
Les funcions de l'Escola de la DCI són formar els estudiants de professions relacionades amb la salut, servir d'eina docent per als professors d'aquestes disciplines i disseminar el concepte de Denominació comuna internacional (International Nonproprietary Name, en anglès).

## Cursos
Els usuaris poden fer cursos auto-aplicats gratuïts sobre diferents temes en una plataforma d’aprenentatge de codi obert. Per exemple, el curs An Introduction to Drug Nomenclature and INN proporciona una visió general sobre la nomenclatura dels medicaments i la manera com s'obtenen i es construeixen les DCI. El curs Learning Clinical Pharmacology (ATC classification, INN system) explica els fonaments per tal d’aprendre farmacologia tot fent server les arrels de la DCI.
Els estudiants registrats poden fer alters cursos de l’Escola de la DCI, com el curs Stem in a pill, en el qual cada tema o curs inclou informació que relaciona la DCI amb la farmacologia per a cada arrel, incloent indicacions d’ús, el mecanisme d’acció, farmacocinètica, contraindicacions i interaccions d’alguns dels principis actius que comparteixen la mateixa arrel. (xinès)
També hi ha la secció "How to ..." sobre els serveis del Programa de la DCI i MedNet INN, que permet als usuaris de fer cerques a la base de dades de la DCI i obtenir informació sobre una DCI, informació química i el codi ATC, entre alters dades. (xinès)

## Centres pilot
L’Escola de la DCI ha creat uns centres pilot en col·laboració amb algunes universitats en diferents continents: University of the Western Cape, Sud-àfrica, Università degli Studi del Piemonte Orientale "Amedeo Avogadro", Itàlia, Université Grenoble-Alpes, França, Universitat Ramon Llull i Universidad de Alcalá, Espanya. Aquests centres pilot participen en la disseminació de l’ús de la DCI, fonamenten la docència en la DCI i duen a terme activitats de recerca relacionades.